# Dear Friends VII 阿久悠トリビュート
『Dear Friends VII 阿久悠トリビュート』（ディア・フレンズ・セブン あくゆう・トリビュート）は、岩崎宏美のカバー・アルバム。 2014年8月27日発売。発売元はインペリアルレコード。

## 解説
- 『Dear Friends』シリーズの第7弾。本作では作詞家・阿久悠の作品だけをカヴァーしている。

## 収録曲
- 全作詞：阿久悠

1. みずいろの手紙
  - 作曲：三木たかし
  - 編曲：上杉洋史
  - 原曲：あべ静江（1973年）
2. ひまわり娘（with 国府弘子）
  - 作曲：シュキ・レヴィ
  - 編曲：国府弘子
  - 原曲：伊藤咲子（1974年）
3. 白いサンゴ礁
  - 作曲：村井邦彦
  - 編曲：古川昌義
  - 原曲：ズー・ニー・ヴー（1969年）
4. お元気ですか
  - 作曲：三木たかし
  - 編曲：古川昌義
  - 原曲：清水由貴子（1977年）
5. ラスト・シーン
  - 作曲：三木たかし
  - 編曲：上杉洋史
  - 原曲：西城秀樹（1976年）
6. 時の過ぎゆくままに（with 国府弘子）
  - 作曲：大野克夫
  - 編曲：国府弘子
  - 原曲：沢田研二（1975年）
7. あの鐘を鳴らすのはあなた
  - 作曲：森田公一
  - 編曲：野見祐二
  - 原曲：和田アキ子（1972年）
8. 北の宿から
  - 作曲：小林亜星
  - 編曲：野見祐二
  - 原曲：都はるみ（1975年）
9. ジョニィへの伝言
  - 作曲：都倉俊一
  - 編曲：上杉洋史
  - 原曲：ペドロ&カプリシャス（1973年）
10. 街の灯り
  - 作曲：浜圭介
  - 編曲：上杉洋史
  - 原曲：堺正章（1973年）
11. 時代おくれ
  - 作曲：森田公一
  - 編曲：坂本昌之
  - 原曲：河島英五（1986年）
12. ピアノ弾きが泣かせた
  - 作曲：大野克夫
  - 編曲：坂本昌之
  - 原曲：5thアルバム『思秋期から…男と女』収録曲のセルフカバー